# 542e Volksgrenadierdivisie
De 542e Grenadierdivisie / 542e Infanteriedivisie / 542e Volksgrenadierdivisie (Duits: 542. Grenadier-Division / 542. Infanterie-Division / 542. Volksgrenadier-Division) was een Duitse infanteriedivisie tijdens de Tweede Wereldoorlog.

## Geschiedenis
De divisie werd opgericht als zogenaamde Sperrdivisie op 8 juli 1944 op Oefenterrein Stablack in Wehrkreis I als onderdeel van de 29. Welle. Op 15 juli 1944 werd de divisie omgedoopt tot 541e Grenadierdivisie.

## 542e Grenadierdivisie
Dezelfde dag werd de divisie al onder bevel gesteld van Heeresgruppe Mitte en kwam vrijwel direct daarna in actie aan het oostfront, vanaf 24 juli 1944, noordoostelijk van Augustów. In de daaropvolgende twee weken werden zware defensieve gevechten gevoerd tegen de oprukkende Sovjets. Tegen 6 augustus had de divisie al 2.026 man verloren. Op 12 augustus 1944 werd de divisie in dit gebied omgedoopt in 542e Infanteriedivisie.

## 542e Infanteriedivisie
De divisie werd vrijwel meteen, op 16 augustus, opgevuld door Sperrverband Ostpreußen, en daarmee tot een Inf.Div. neuer Art 44 gebracht. De divisie bleef tot eind augustus 1944 in het gebied tussen Suwałki en Augustów en werd daarna naar noordelijk van Warschau getransporteerd. De divisie kwam daar in actie tegen het Sovjet Serock-bruggenhoofd bij Nasielsk langs de Narew. Hierbij werden opnieuw zware verliezen geleden. Op 9 oktober 1944 werd de divisie omgedoopt in 542e Volksgrenadierdivisie.

## 542e Volksgrenadierdivisie
De divisie werd meteen ook op dezelfde stand gebracht als de divisies van de 32. Welle. Ook de gehele maand oktober bleven de gevechten rond dit bruggenhoofd voortduren. Pas op 31 oktober werd het rustig. Van 10 oktober tot 4 december 1944 bedroegen de verliezen van de divisie 1.295 man.
Op 14 januari 1945 barstte aan het front van de divisie het Oost-Pruisenoffensief los en het 2e Wit-Russische Front brak uit het bruggenhoofd. De divisie werd teruggedrongen en ging rond 25 januari bij Kulm over de Weichsel en was een maand later zuidelijk van Preußisch Stargard. In maart werd de divisie dan teruggedrongen tot de zuidzijde van Danzig. Tegen deze tijd was de divisie nog maar een schim. In april 1945 werd de 542e Volksgrenadierdivisie opgeheven. Resten kwamen nog naar Hela en raakten daar op 8 mei 1945 in Sovjet krijgsgevangenschap.

## Bovenliggende bevelslagen
| Legerkorps         | Leger    | Legergroep            | Plaats/regio | Begin            | Eind               |
| ------------------ | -------- | --------------------- | ------------ | ---------------- | ------------------ |
| 39e Pantserkorps   | 4. Armee | Heeresgruppe Mitte    | Augustów     | 15 juli 1944     | 28 juli 1944       |
| 27e Legerkorps     | 4. Armee | Heeresgruppe Mitte    | Augustów     | 28 juli 1944     | 12 augustus 1944   |
| 41e Pantserkorps   | 4. Armee | Heeresgruppe Mitte    | Suwalki      | 12 augustus 1944 | eind augustus 1944 |
| 20e Legerkorps     | 2. Armee | Heeresgruppe Mitte    | Narew        | 6 september 1944 |                    |
| 27e Legerkorps     | 2. Armee | Heeresgruppe Mitte    | Narew        | januari 1945     |                    |
| 23e Legerkorps     | 2. Armee | Heeresgruppe Weichsel | Weichsel     | februari 1945    |                    |
| direct onder bevel |          | OKH                   |              | april 1945       |                    |

## Commandanten
| Rang            | Naam         | Begin        | Eind           |
| --------------- | ------------ | ------------ | -------------- |
| Generalleutnant | Karl Löwrick | 15 juli 1944 | 8 april 1945 † |

Generalleutnant Löwrick stierf in Pillau op 8 april 1945 door een vliegtuigcrash. Die crash schijnt al op 29 maart 1945 in het Frisches Haff te zijn geweest.

## Samenstelling
- Grenadier-Regiment 1076
- Grenadier-Regiment 1077
- Grenadier-Regiment 1078
- Artillerie-Regiment 1542
- Divisie-eenheden 1542, deels ook 542